# Penestola
Penestola és un gènere d'arnes de la família Crambidae descrit per Heinrich Benno Möschler el 1890.

## Taxonomia
- Penestola bufalis (Guenée, 1854)
- Penestola simplicialis (Barnes & McDunnough, 1913)
- Penestola stercoralis (Möschler, 1881)